# A golpes
A golpes és una pel·lícula de cinema espanyola del 2005 dirigida per Juan Vicente Córdoba, coautor també del guió, feta amb l'objectiu de plasmar la vida "de les noies de l'extraradi, on el crim i la violència són els protagonistes".

## Argument
María (Natalia Verbeke), Juanita (Juana Acosta), Vicky (María Vázquez), Mena (Marián Álvarez) i Nitzia (Zay Nuba) són 5 noies que viuen a Vallecas, a l'extraradi de Madrid sense un futur encoratjador. El seu únic recurs per a sobreviure és fent atracaments. Saben que està mal però no troben una altra solució. Només l'amor alleujarà el seu dolor.

## Repartiment
- Natalia Verbeke - María
- Daniel Guzmán - Fran
- Javier Pereira - Patrulla
- Juanita Acosta - Juanita
- Zay Nuba - Nitzia
- Marián Álvarez - Vicky
- Carlos Caniowski - Padre de María
- Mónica Cano - Amparo
- Jeronimo Garcia - Jero
- Alberto Chaves - Pastiller
- Adrián Gordillo - Tiri
- Miguel Ángel Silvestre - Yuri
- Felipe García Vélez - Felipe Velez

## Nominacions
Fou nominada a l'"Étoile d'Or" del Festival Internacional de Cinema de Marràqueix del 2005.